# Kárásztelek

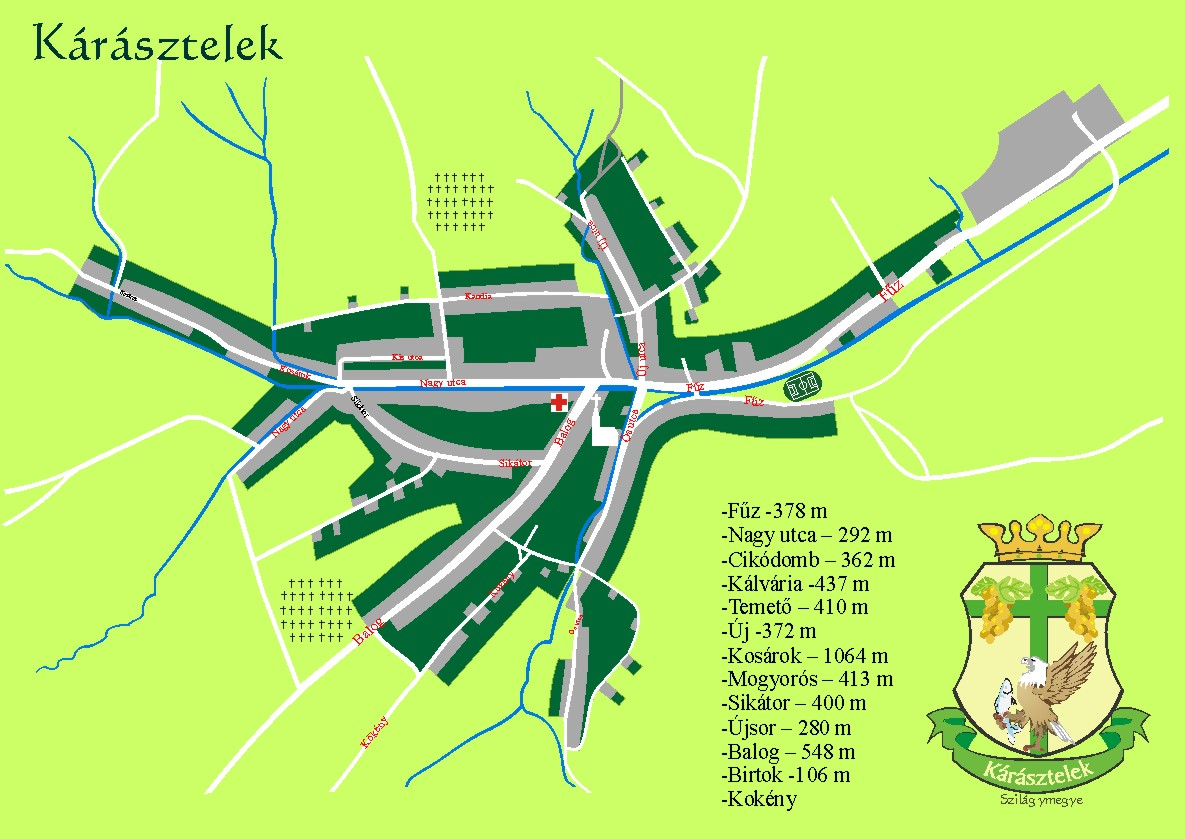
Kárásztelek utcahálózata

Kárásztelek  (románul: Carastelec) romániai község, mely a Szilágy-fennsík dombos vidékén, a Krasznai-dombságon található.

## Fekvése
47 km-re található Zilahtól északnyugatra, Kémer, Maladé, Somlyóújlak és Doh közt fekvő település.

## Nevének eredete
Kárásztelek honfoglalás kori népessége kabar törzsből származtatható, jobban mondva a falu neve "... a szóként is használt káliz "izmaelita" népnévnek és a telek szántásra alkalmas trágyázott föld főnévnek az összetétele". (Kiss L.) Ezt igazolják a falut először említő levéltári anyagok is, mivelhogy 1241-ben Káloztelekként van említve. Győrffy György történész azt állítja, hogy "Kárásztelek a kabarokhoz tartozó kálizok települése volt".

## Története
Káloztelek, Kárásztelek nevét 1241-ben említette először oklevél Kaloztelek, majd 1338-ban Kaloztheleke néven.
1341-ben p. Kaluzteluk a kabarokhoz tartozó kálizok településeként volt említve, kiknek szerepük volt a sószállításban is. A település ekkor Zovány és Vidonyafő határosa volt és 1338-ban a váradi káptalan birtoka.
"Káloztelek"-en át Kémer felé vitt az a "régi út"-nak nevezett hadiút, amely azután a Berettyó völgyébe torkolt. Ugyancsak közel szülőfalunkhoz vezetett az a sószállító út, mely Iklód-Hídvégnél jött át a Krasznán, hol királyi harmincadot szedtek és ment tovább Szalacsnak. Egyes kutatók szerint valószínűnek tűnik az a tény, hogy a káloztelkiek (őseink) jó kereskedők módjára kibérelték a vámszedő helyet, (Major M.) s így egyenesen a királlyal álltak kapcsolatban.
A tatárjárás idején Kraszna vármegye részeire a harmadik tatársereg vonul be Kadan vezetésével, kik a radnai hágón keresztül jönnek a Kárpátokon belülre. Itt feldúlták, és leégették Erdély északi részét, elfoglalták Kolozsvárt, és a Meszesen átkelve Kraszna vármegyén keresztül tovább folytatták áldatlan művüket, az Alföldre siettek, ahol újra egyesültek Batu kán seregeivel. (Erdély tört. I.)
Ezen utóbbi hadtest, átvonulása során, Kárásztelket is megjárta, s itt a lakosság nagy részét vagy lemészárolta, vagy magával hurcolta. "Káloztelek" e tatárjárás alkalmával majdnem teljesen elnéptelenedett (Györffy György). A falu szájhagyománya szerint az irtózatos pusztítást átélt lakosok, a Földpince nevű helyen egy barlangba bujdostak el. A szájhagyományra hivatkozunk miszerint őseink ezen pusztulás után régi szálláshelyükről valamivel lentebb költöztek, a mai Ős-kúthoz, vagy Gál-kúthoz, és ez lett az akkor újra települők központja, e köré épült ki a falu. Ezért nevezik még most is ezt a részét a falunak "Ős" utcának.

### Birtokosok, s alattvalók (1241-1700)
Petri Mór szerint "Káloztelek" már 1241 előtt a váradi káptalan birtoka.
Az elkövetkezendő századokra szülőfalunkról csak szórványos, sokszor összefüggéstelen adatok jutnak kezünkbe. A középkor folyamán többször átírt és más-más változatban megjelenő falunevünk az utóbbi 100 esztendő során többféle értelmezést kapott, mert vagy a kárász nevezetű hallal kapcsolták össze, vagy a kalózzal (Kalóztelek), vagyis rabló ősökkel. Ezen formában Kalóztelekként Petri Mór említi falunkat, mint hiteles forrásból jövő elnevezést 1241-ből. Ebben csak az hibádzik, hogy a kalóz szó: "...szóhasadás eredménye: a török eredetű kalauz alakilag és jelentéstanilag elkülönült változata. A kalózhoz kapcsolódó "rabló" jelentés a török hódoltság idején fejlődik ki annak következtében, hogy az útmutatásra felfogadott kalauzok között, sok gazember is akadhatott". Tehát a kalóz szót a XIII. században a magyar nyelvben még nem használták, a kalauz pedig nem rablót, hanem útvezetőt, útmutatót jelentett. Azon illetéktelen vádak pedig, miszerint Kárásztelek ősei rablók lettek volna, egy félreolvasott falunévből és rosszakaratból gyökereznek. A helyes elnevezése tehát falunknak 1241-ben Káloztelek és ennek eredetét már az előbbiekben megmagyaráztuk.
A következőkben egymás után felsoroljuk szülőfalunk majdnem minden évszázadban változó elnevezéseit. Tehát ahogyan azt az előbbiekben bizonyítottuk, 1241-ben helyesen Káloztelek, 1338-ban Kalasztelek, 1477-ben Káloztheleke, 1481-ben Kálozthelek, 1584-ben Kaluttheleke, 1609-ben Karaztelke, 1679-ben Karasztelek (Petri M.), ezen évszázadtól kezdve - igaz a magyar helyesíráshoz viszonyulva - napjainkig ez az elnevezés maradt fent. Az előtagot idővel a kárász halnév magához hasonította. A falu szájhagyománya erre is ad a maga módján magyarázatot: régen a falu határában volt egy tó, amelyben egy, több mint másfél méteres kárász hal élt, s miután ezt a kapitális halat sikerült kifogni, a falu elnevezésébe beépült a kárász halnév, kiszorítva a régi kálozt, s az ebből származott további előneveket.
Egy 1335-ben kelt adománylevél szerint a váradi káptalan határperbe bonyolódott Kopasz Dezső és fiai, dohi kisbirtokosokkal az előbb említett dohi és kaloszteleki határok miatt. A per a váradi káptalant igazolta, a határokat a kiküldöttje cölöpök leverésével jelölte ki. Ezen határokról szóló adatokat 1442-ben Budán Gara Miklós nádor megerősíti, s átadja az iratot Kémeri Miklósnak, Péternek és Lászlónak. A következő irat, amely falunkat említi, az egy 1476. november 30-án kelt perirat, melyben Báthori István akkori országbíró hoz ítéletet a "váradi káptalan és Nagyfalusi Báni (így) János és György, valamint Somlyói Miklós közt. Utóbbiak a káptalan Bihar vármegyei birtokát elfoglalták." (Petri M.) Ennek a pernek a végkimenetelét nem ismerjük, de feltételezzük, hogy a káptalannak sikerült megvédeni birtokait, hisz a továbbiakban ezekkel "az elfoglalókkal", mint kárásztelki részbirtokosokkal nem találkozunk. Az 1481 -es évben kelt oklevél szerint Kálozthelek és Kémer között somlyói Báthori Miklósnak és testvérének a jobbágyai és szolgái néhány debreceni kereskedőt kiraboltak. Hogy mi váltotta ki a jobbágyok eme "dicséretes" cselekedetét? Lehet, hogy a megelőző évek termése nagyon szegényes volt, s a szükség vitte rá őket, de mindez csak feltételezés, az igazi okot nem tudhatjuk. Ami biztos, az ügy kivizsgálására Kárásztelekre szolgabírókat küldtek, kik a falu összes népét a cinterembe (a templomot körülvevő rész) hívták össze, s megesketve őket, itt végezték a vallatásokat.
A további források legközelebb 1531-ben szólalnak meg Kárásztelekről. Ebben az évben a váradi káptalan zálogba adja Kárásztelket Telegdi Katalinnak, Báthori István erdélyi vajda nejének. A falu 1538-ban kerül vissza a káptalan birtokába, mikor egy levélben - amit a vajdaasszonynak küld - azt állítja, hogy Kárásztelek már az 1090-es évek óta Szent László adományaként a váradi káptalan birtoka. (Kár. RK. oki.)
A falunk ezután vándorol egyik Báthoriról a másikra. Telegdi Katalin fiáról Báthori András fiára, Istvánra, majd ennek fiára, Andrásra, s végül Báthori Zsófiára, II. Rákóczi György fejedelem hitvesére. (Kár. RK. oki.)
Ez idő alatt 1610-ben Báthori Gábor fejedelem nemessé teszi "Demeter Jánost és fiát", s őket a kárásztelki birtokban egy minden tehertől mentes házzal megajándékozza. (Petri M.)
1660-ban a római katolikus egyházba visszatért Somlyai Báhory Zsófia (1609–1680) erdőket, 
szőlőket, szántóföldeket adott a római katolikus vallásban maradt falunak, saját kúriáját pedig örök időkre a  plébániának adományozta. 1732-ben említett kőtemplomából csak igen régi harangja 
maradt fenn Rex Gloria Iesus Nasarenus Iudeorum felirattal (MM).
A 17. században Kárásztelek birtokviszonyai tovább bonyolódtak. Ekkor a Bánffyak elfoglalják Báthori Zsófiának szülőfalunkon belül levő "tartományait" más falvakkal együtt, mert a fejedelemasszony nem fizette meg tartozásait -14.600 forintot. Apafi Mihályt, Erdély fejedelmét, Kerczegi György somlyói lakoson keresztül keresi meg kérelmével a fejedelemasszony, aki visszaigényli uradalmát. (Petri M.) A kérelem további sorsát nem ismerjük, de a későbbi birtokviszonyokból - ahol már Báthoriak nem szerepelnek - következtethetjük, hogy a kérelem nem talált meghallgatásra.
A Bánffyak által megszerzett területek a későbbiekben tovább osztódnak a családon belül.
A 18. század második felétől nemesi kúriával és földbirtokkal rendelkezett itt a Szekrényessy család, kik közül Szekrényessy Péter (1717-1783) legendás huszárkapitány vagyonát és birtokát az épülő helyi templomra hagyományozta 1783-ban.
A trianoni békeszerződés előtt Szilágy vármegye Szilágysomlyói járásához tartozott.
1910-ben 1832 lakosából 1814 magyar volt. Ebből 1742 római katolikus, 53 görögkatolikus, 22 református volt.
| Elnevezés    | Évszám |
| ------------ | ------ |
| Kalóztelek   | 1241   |
| Kalasztelek  | 1338   |
| Kaloztheleke | 1477   |
| Kalozthelek  | 1481   |
| Kaluttheleke | 1584   |
| Karaztelke   | 1609   |
| Karasztelek  | 1679   |

## Kárásztelek környéke 1769-1773 között

Kárásztelek környéke 1769-1773 között

## Mezőgazdaság
Kárásztelek jól fejlett mezőgazdaságot mondhat a magáénak. Teljes területének több mint 50%-át szántóföldek teszik ki. Kb. 100 hektár szőlőse van, a szőlőből jó minőségű bort készítenek.

## Kulturális élet
Kárásztelek lakosságának többsége magyar ajkú, ma is őrzött népszokásaik, jellegzetes háztartásaik a községet turisztikailag vonzó helységgé teszik. A település Szilágy megye egyetlen olyan helysége, ahol a falu 84,17% római katolikus
Jelentős népi építészeti hagyatéka van, házainak oromzata napsugaras, virágmotívumos kazettás díszítésű.
Minden év szeptember második vasárnapján megrendezik a falunapokat, a Szent Kereszt Ünnepét.
Kárásztelek testvértelepülése a Sárvíz mentén található Káloz.

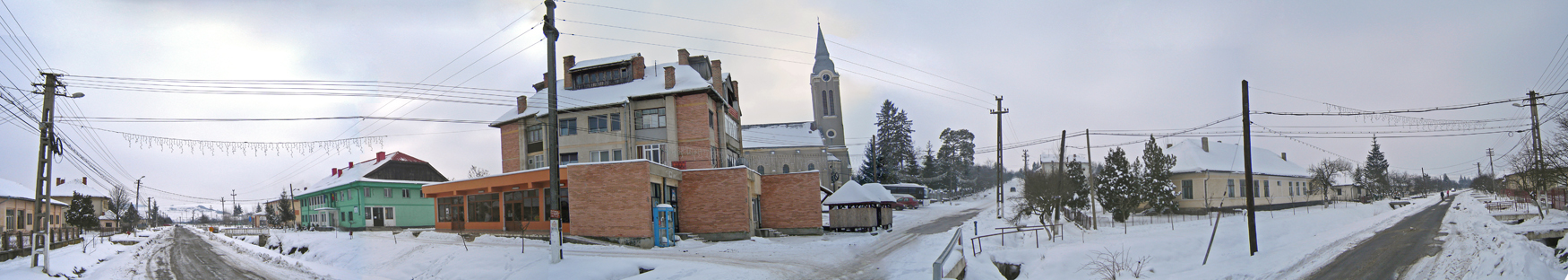
Panorámakép télen

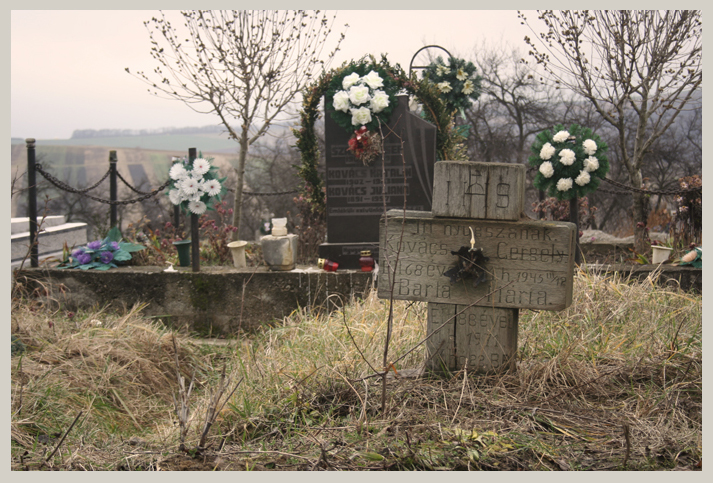
Kárászteleki temető jellegzetes fejfával

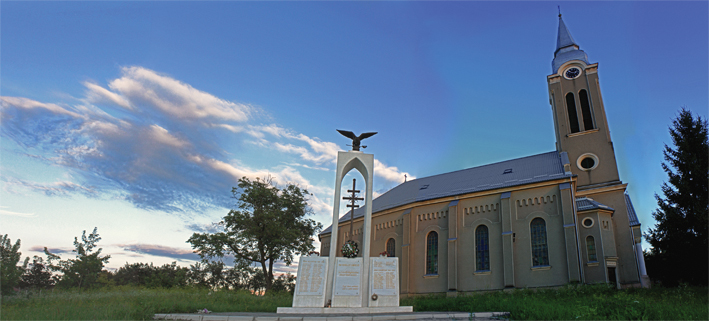
Kárászteleki turul szobor és katonai emlékmű

## Nevezetes személyek
- Szekrényessy Péter (1717-1783) a Habsburg örökösödési háborúk legendás huszárkapitánya, földbirtokos, mecénás.
- Rev. Zöldy András +1982 kárásztelki római kath. plébános, későbbi nagyváradi székesegyházi kanonok.
- Mons. Dr. Hosszú László kárásztelki római kath. plébános +1983, későbbi nagyváradi egyházmegye ordináriusa
- Rev. Lőrincz Ottó kárásztelki plébános, későbbi szalontai plébános, címzetes apát.
- Itt született Szabó Tibor (1957) színművész, színházigazgató.